# 達谷窟

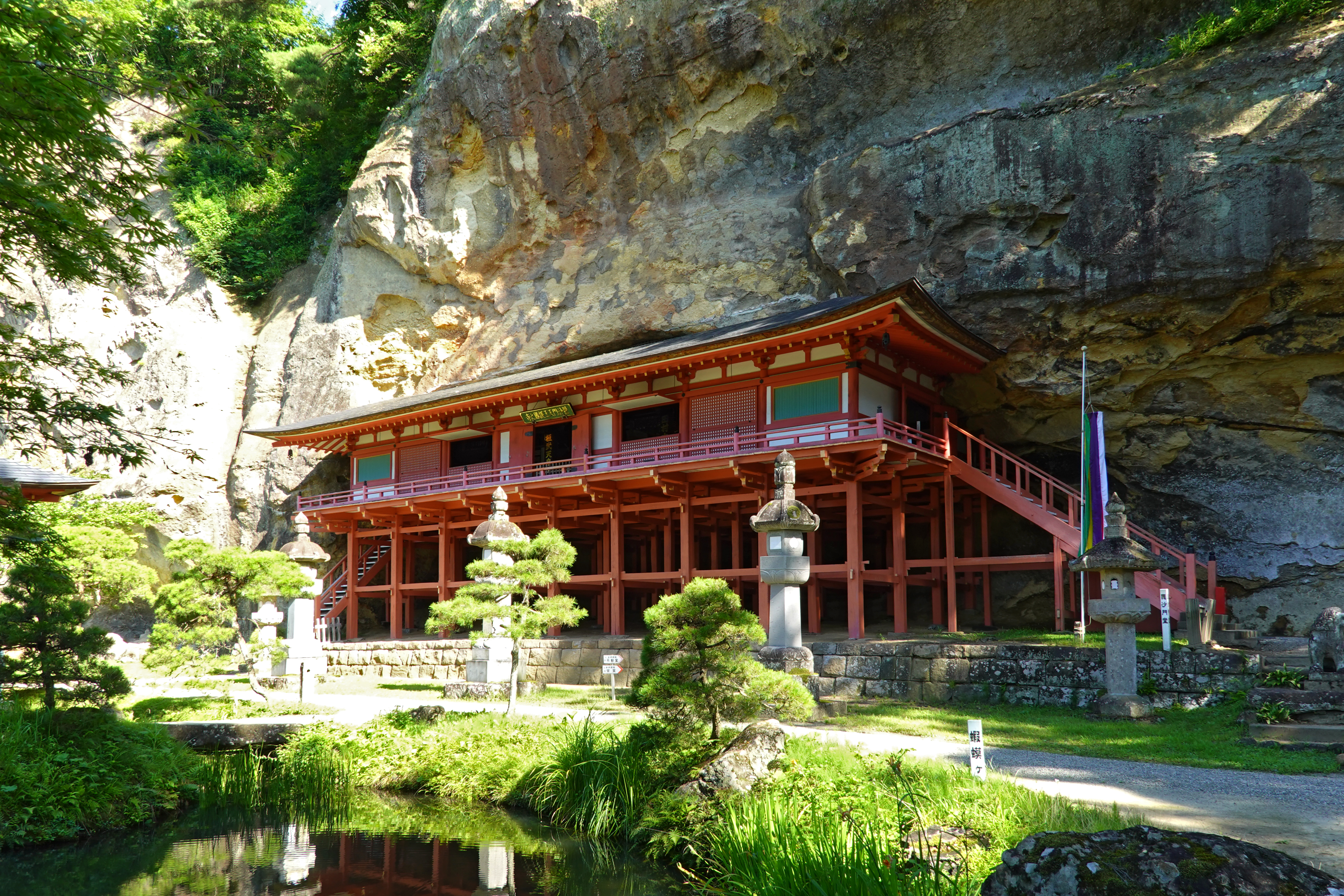
達谷窟毘沙門堂

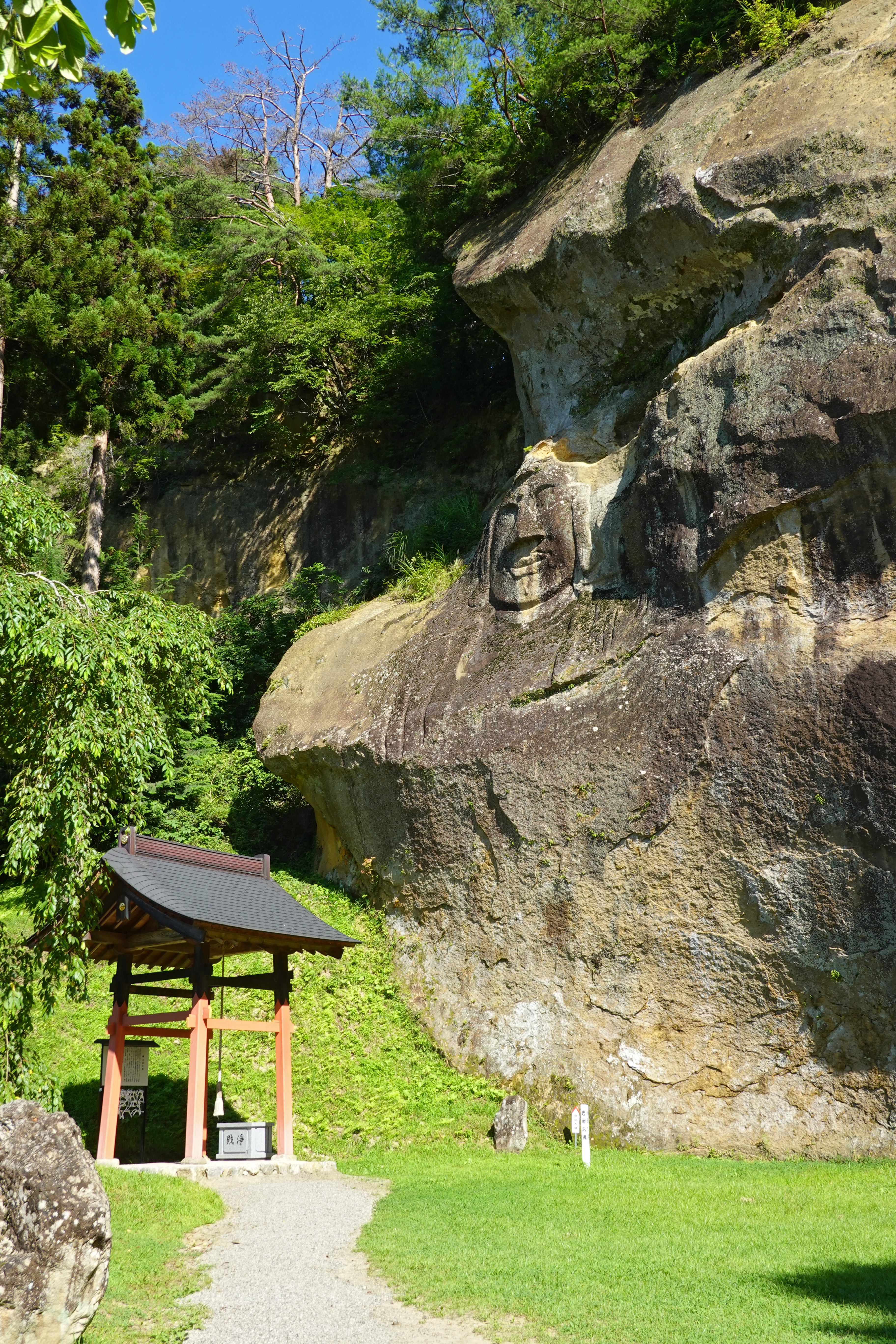
摩崖仏

達谷窟（たっこくのいわや）は、岩手県西磐井郡平泉町に所在する毘沙門天をまつった堂（寺院）。国の史跡。

## 概要
延暦20年（801年）、征夷大将軍であった坂上田村麻呂が、ここを拠点としていた悪路王を討伐した記念として建てた。正式には、達谷窟毘沙門堂。
平泉の南西約6キロメートルに位置する。北上川の支流太田川を西にさかのぼると、谷を分岐する丘陵尾根があり、その先端部に現在の天台宗達谷西光寺がある。達谷西光寺境内の西側には、東西の長さ約150メートル、最大標高差およそ35メートルにおよぶ岸壁があり、その下方の岩屋に懸造の窟毘沙門堂がある。さらにその西側の岸壁上部には大日如来あるいは阿弥陀如来といわれる大きな磨崖仏が刻まれている。
達谷西光寺の境内は神域とされ、喫煙や飲食、ペット等動物を連れての参拝が禁じられている。別当は達谷西光寺であるが、境内入口には鳥居が建てられており、神仏混淆の社寺となっている。
源頼朝も鎌倉への帰路に参拝している。

## 所在地
岩手県西磐井郡平泉町平泉字北澤16番地

## 略年表
- 延暦20年（801年）、創建。
- 延徳2年（1490年）、火災により焼失。直後に再建。
- 天正年間の兵火により焼失。
- 慶長20年（1615年）、伊達政宗により再建。
- 昭和21年（1946年）、近隣火災により類焼。
- 昭和36年（1961年）、再建。現在に至る。
- 平成17年（2005年）、国の史跡に指定された。

## 世界遺産登録に向けた取り組み
2001年に世界遺産登録の前提となる暫定リストに「平泉-浄土思想を基調とする文化的景観」の一部として記載された。2008年の第32回世界遺産委員会の審議では、登録延期が決定した。
登録は結局見送られたものの、文化庁・岩手県では、ユネスコへの再度の申請を目指し、2011年5月に国際記念物遺跡会議が、世界遺産への登録を勧告したため、同年6月に「平泉―仏国土（浄土）を表す建築・庭園及び考古学的遺跡群―」として世界遺産に登録された。
2012年、柳之御所遺跡（平泉町）、白鳥舘遺跡・長者ヶ原廃寺跡（奥州市）、骨寺村荘園遺跡（一関市）と共に再び暫定リストに記載された。